# The Melody and the Energetic Nature of Volume
| Recensione       | Giudizio |
| ---------------- | -------- |
| AllMusic         |          |
| AbsolutePunk.net | 82/100   |

The Melody and the Energetic Nature of Volume è l'album di debutto del gruppo alternative rock canadese Evans Blue. Pubblicato il 21 febbraio 2006 in tutto il mondo (tranne in Giappone, in cui è stato pubblicato il 13 settembre 2006), dall'album sono stati estratti tre singoli: Cold (But I'm Still Here), Over e Beg.
Una versione live acustica di quest'album, intitolata Unplugged Melody, è stata inclusa nella versione Deluxe del secondo album del gruppo.

## Tracce
1. A Cross and a Girl Named Blessed – 3:52
2. Stop and Say You Love Me – 3:02
3. Cold (But I'm Still Here) – 3:53
4. Eclipsed – 4:23
5. Beg – 3:47
6. Over – 3:37
7. Possession – 3:32
8. Dark That Follows – 5:28
9. The Promise and the Threat – 4:33
10. Quote – 5:03
11. The Tease – 3:59

Traccia bonus dell'edizione giapponese
1. Blackhole – 3:31

## Formazione
- Kevin Matisyn – voce
- Parker Lauzon – chitarra ritmica
- Vlad Tanaskovic – chitarra solista
- Joe Pitter – basso
- Darryl Brown – batteria